# Diatribe
Die Diatribe (altgriechisch διατριβή diatribḗ, wörtlich „Zeitvertreib“, „Unterricht“) war eine von hellenistischen Philosophen (besonders den Kynikern) im 3. Jahrhundert v. Chr. geschaffene Form moralphilosophischer Rede, die sich in lockerem, oft volkstümlichem Ton an ein breites Laienpublikum wandte, um es durch unterhaltsame Belehrung zu erziehen.
Ihre bedeutendsten Vertreter waren Horaz, Seneca, Persius, Juvenal, Musonius, Dion Chrysostomos, Epiktet und Maximos von Tyros.
In modernem Griechisch bezeichnet diatribe die wissenschaftliche Dissertation zum Erlangen der Doktorwürde.
Da der Begriff diatribe auch im Englischen und im Französischen vorkommt und dort Schmährede oder Hetzrede bedeutet, ist diese Bedeutung auch im Deutschen geläufig, allerdings – näher am griechischen Vorbild – abgeschwächt auf „gelehrte Streitschrift“.